# 데이트립
데이트립(영어: Band DayTrip)은 5명으로 이루어진 대한민국의 록 밴드이다.

## 데이트립 (BDT)
데이트립(영어: Band DayTrip)은 5명으로 이루어진 대한민국의 청춘록 밴드이다.

### 결성
- 2009년 밴드 레디트 (영어: REDIT)의 베이시스트로 인정받은 유태선을 중심으로 결성되었다.
- 스매싱 펌킨스의 여성 베이시스트를 동경한 유태선이 베이시스트의 자리를 비워두고 밴드 결성을 미루던중, 2009년 펜타포트 락페스티벌에서 54그램의 무대에서 퍼커션을 연주하던 크니트를 유태선이 섭외를 목적으로 공연도중 무대밑으로 끌어내려서 당시 화제가 되었다.
- 결성부터 현재(2014)까지 홍대에서 활동하는 밴드 뮤지션들에 의해 '막내밴드'로 칭해지고 있다.

### 활동사항
- 밴드 레디트 (영어: REDIT)의 전 베이시스트 유태선이 만든 밴드로, 결성 초부터 많은 관심을 받았으며 신인밴드로서는 이례적으로 쌈지 싸운드 페스티벌, 인천 펜타포트 락 페스티벌, 동두천 락 페스티벌 등 국내 유수의 페스티벌에 많은 주목과 활약을 보여주고 있다.
- 베이시스트 '크니트'(본명:정소연)의 예명은 2009년 경록절 데이트립공연중 입고있는 니트가 예쁘다며 크라잉넛의 캡틴 한경록이 지어준 것이다.
- 2011년 크라잉넛의 자사 레이블인 <<드럭레코드>>의 첫 소속밴드로 이름을 올렸다.
- 2012년 심규선의 연말공연에 키보디스트 김빨강이 루시아 공연최초 총 반주자로 이름을 올렸다.
- 2012년 홍대연말공연 결산에서 한해 1205번의 공연 횟수를 통해 '2012년 홍대씬의 가장 영향력 있는 루키'로 선정되었다.
- 2012년 <<카운트다운판타지>> <고스트댄싱>배틀에서 데이트립이 참여한 타임에 다수의 남성관객이베이시스트크니트의 방향으로 몰려 공연부스가 붕괴하는 해프닝이있었다.
- <2013년 4월5일> 크니트의 생일을 축하해주기위해 유태선이 선물한 공연 <<잘태어났니트>>후, 캡틴유태선이 신촌천공기전복사고로 17의 나이에 즉사하였다.
- 2014년 4월 5일 데이트립의 캡틴 유태선의 기일 1주년을 맞이하여 홍대씬의 활동중인 300여개의 밴드들이 무료공연 <<Sanfrancisco SUN>>을 추진하였다.
- 기타리스트 이수륜은 <<2014 서울패션위크>> <<37.5>>런웨이에서 디제잉 맨으로 활동했다.
- 기타리스트 이수륜은 <2014년 에픽하이 콘서트>의 밴드세션중 [키보드]를 담당하여 내 연주를 담당할 예정이다.

## 구성원
- 유태선 캡틴
- 이수륜 보컬, 기타
- 크니트 베이스
- 김빨강 키보드
- 김정우 드럼

## 음반

### 정규 앨범
- 우리의 밤은 당신의 낮보다 아름답다 (2011년)

### EP
- Can't take off my eyes (2013년)
- Sanfrancisco SUN (2014년)

## 수상경력
- 2010년 쌈지 사운드 페스티벌 숨은고수 선정
- 2010년 FF 아지트 '로큰롤 슈퍼스타' 입선
- 2011년 VD. 'ROCK STAR 5기' 선정
- 2011년 VEDD 2011년 오프라인 선정 '올해의 신인'
- 2011년 제 12회 사운드 페스티벌 '6월의 슈퍼루키' 선정
- 2011년 Club fida 주관 '락앤롤 페스타 올해의 슈퍼루키' 선정
- 2011년 갭 본 투 락 넥스트 인디스타 1위
- 2012년 Support Your Music 2012 선정
- 2012년 K-Rookies 선정
- 2012년 쌈지 사운드 페스티벌 숨은고수 선정
- 2012년 제9회 밴드 서바이벌 페스타 '한판붙자' 1위
- 2013년 제 14회 사운드 페스티벌 '12월의 돌아온 루키' 선정